# Scheregesch
Scheregesch (russisch Шерегеш) ist eine Siedlung städtischen Typs in der Oblast Kemerowo (Russland) mit 10.173 Einwohnern (Stand 14. Oktober 2010).

## Geographie
Die Siedlung liegt in Bergschorien, etwa 300 km Luftlinie südöstlich der Oblasthauptstadt Kemerowo und gut 100 km südöstlich von Nowokusnezk, am Oberlauf des Bolschoi Unsas (Großer Unsas), eines Zuflusses des Tom-Nebenflusses Mras-Su. Nördlich des Ortes erhebt sich das unbewaldete Bergmassiv Mustag bis auf 1570 m.
Scheregesch gehört zum Rajon Taschtagol und liegt etwa 20 km nordöstlich von dessen Verwaltungszentrum Taschtagol. Etwa acht Kilometer südwestlich des Ortszentrums, jenseits eines flachen Passes zum Tal des Kondoma-Zuflusses Schalym liegt der gleichnamige Ortsteil Schalym.

## Geschichte
Der Ort entstand infolge der Entdeckung der Eisenerzlagerstätte Scheregeschewskoje im Jahre 1931. Benannt wurde sie und später der Ort nach den Entdeckern, den Brüdern Scheregeschew.
Nach einer Verzögerung durch den Zweiten Weltkrieg wurde 1949 mit der Errichtung eines Bergwerkes und einer Arbeitersiedlung begonnen. Das erste Erz wurde 1952 gefördert, 1956 erhielt der Ort den Status einer Siedlung städtischen Typs.

### Bevölkerungsentwicklung
| Jahr | Einwohner |
| ---- | --------- |
| 1959 | 5.624     |
| 1970 | 8.221     |
| 1979 | 8.556     |
| 1989 | 9.553     |
| 2002 | 10.371    |
| 2010 | 10.173    |

Anmerkung: Volkszählungsdaten

## Kultur und Sehenswürdigkeiten
In den letzten Jahren hat sich Scheregesch zu einem regional bedeutenden alpinen Skizentrum mit etwa 30 Hotels entwickelt. Die Saison dauert von November bis Mai.

## Wirtschaft und Infrastruktur
In Scheregesch wird der Eisenerzbergbau – im Tagebau als auch unter Tage – seit 2004 durch Evrazruda betrieben, das seit 2005 Teil der Evraz-Gruppe ist. Die Eisenerzvorräte der Lagerstätte – hauptsächlich in Form von Magnetit, bei einem durchschnittlichen Eisengehalt von 35 % – belaufen sich auf fast 200 Millionen Tonnen. Jährlich wurden bis zu 3 Millionen Tonnen gefördert. Die Bergwerke liegen südöstlich von Scheregesch und Schalym, die Skigebiete auf der nordwestlichen Talseite.
Die Siedlung ist Endpunkt einer elektrifizierten Eisenbahnstrecke, die bei der Station Kondoma unweit des Endpunktes der Strecke Nowokusnezk – Taschtagol abzweigt. Neben dem Endbahnhof Scheregesch gibt es einen weiteren in Schalym. Im Winter fährt der Sonderzug Simnjaja Skaska (Wintermärchen) für Wintersportler am Wochenende von Nowosibirsk in das 600 Kilometer entfernte Scheregesch.
Ebenfalls in Richtung Taschtagol ist Scheregesch an das Straßennetz angebunden; von dort führt eine Regionalstraße entlang der Eisenbahnstrecke nach Nowokusnezk und in das Kusnezker Becken.